# Zingiber recurvatum
Zingiber recurvatum là một loài thực vật có hoa trong họ Gừng. Loài này được Shao Quan Tong (童绍全, Đồng Thiệu Toàn) và Yong Mei Xia (夏永梅, Hạ Vĩnh Mai) miêu tả khoa học đầu tiên năm 1987. Tên gọi trong tiếng Trung là 弯管姜  (loan quản khương), nghĩa là gừng ống [tràng hoa] cong.

## Mẫu định danh
Mẫu định danh: S.Q.Tong 24805; thu thập ngày 4 tháng 7 năm 1981, trong rừng ẩm ướt trên sườn dốc, cao độ 700 m, tọa độ 21°46′50″B 101°26′19″Đ / 21,78056°B 101,43861°Đ, huyện Mãnh Lạp, tỉnh Vân Nam. Mẫu holotype lưu giữ tại Viện Thực vật Nhiệt đới Vân Nam (YNTBI) tức Vườn Thực vật Nhiệt đới Tây Song Bản Nạp (HITBC), mẫu isotype được lưu giữ tại Viện Thực vật Côn Minh (KUN).

## Từ nguyên
Tính từ định danh recurvatum (giống đực: recurvatus, giống cái: recurvata) là tiếng Latinh có nghĩa là cong ngược; ở đây là để nói tới ống tràng hoa cong ngược của loài này (Corollae tubus ... sub angulo recto extrinsecus curvatus...).

## Phân bố
Loài này có tại tây nam Trung Quốc (cực nam tỉnh Vân Nam), miền bắc Lào (tỉnh Louangphabang); và có thể có ở miền bắc Việt Nam. Môi trường sống là rừng thường xanh, nơi có độ ẩm cao và đất sét pha trộn với đá nhỏ, thường xuất hiện cùng các loài dương xỉ và Piper umbellatum. Ở Trung Quốc, nó cũng xuất hiện trong rừng thường xanh ẩm ở cao độ khoảng 700 m.

## Phân loại
Z. recurvatum thuộc tổ Cryptanthium, có quan hệ họ hàng gần với Z. skornickovae.

## Mô tả
Thân giả 2–3 m × 2-3,5 cm, mập chắc. Lá không cuống; lưỡi bẹ 2 thùy, 8–11 mm, rậm lông tơ màu nâu nhạt; bẹ lông tơ màu trắng sớm rụng; phiến lá hình elip-hình mác hoặc hình elip-hình mác hẹp, 45-55 × 11–15 cm, mặt gần trục màu xanh lục sẫm, có lông ở hai bên gân giữa, mặt xa trục màu đỏ ánh tía, có lông tơ mịn ngoại trừ rậm lông tơ dọc theo hai bên gân giữa, đáy thuôn tròn, đỉnh nhọn thon hoặc hình đuôi. Cụm hoa 1-3, mọc từ thân rễ, màu đỏ máu, hình trứng hoặc hình đầu, 7-9 × 6–7 cm; cuống cụm hoa chìm trong lòng đất, dài 3-5(-15) cm, vảy che phủ nhạt màu; lá bắc đỉnh nhọn thon hoặc nhọn thon ngắn, lông tơ sớm rụng; các lá bắc ngoài hình trứng-hình tròn hoặc hình trứng rộng, 3,4-5 × 2,6–4 cm, các lá bắc trong hình elip hoặc hình elip hẹp, 5-5,6 × 1,6–2 cm, đỉnh nhọn thon ngắn; lá bắc con màu đỏ, dài ~4,5 cm, đỉnh lông tơ dài sớm rụng. Đài hoa dài ~1,9 cm, đường kính ~6 mm, đỉnh 2 răng hình dùi tới gần cắt cụt, có râu, hơi có đốm đỏ. Tràng hoa màu đỏ với đáy nhạt màu; ống tràng hơi 4 góc, cong uốn ngược, dài 4,6–5 cm, đường kính 4–5 mm, hơi có lông hơi trắng; các thùy màu đỏ, đỉnh có mấu nhọn; thùy tràng lưng hình mác, 3-3,2 × 1-1,2 cm; các thùy tràng bên hình mác hẹp, rộng 8–9 mm. Cánh môi dài 3,3-3,5 cm, rộng 3,2-3,3 cm, màu trắng với các đốm đỏ, nhẵn nhụi; thùy giữa hình trứng ngược rộng, đỉnh lồi; các thùy bên (nhị lép bên) hình tai, nhỏ. Nhị dài ~3,4 cm. Chỉ nhị dài ~1 mm; mô vỏ bao phấn dài ~1,5 cm; phần phụ kết nối dài ~1,7 cm, đáy màu vàng đỏ. Bầu nhụy màu vàng nhạt, rậm lông tơ trắng và mềm. Vòi nhụy nhẵn nhụi. Đầu nhụy nhạt màu, có lông rung. Các tuyến trên bầu thẳng, dài ~7 mm, màu vàng nhạt. Quả nang màu đỏ tía, hình trứng tam giác dài, 4,5-5 × 2,2-2,6 cm, 3 góc, đỉnh với đài bền. Hạt hình trứng ngược, hạt non màu xanh lục sau đó chuyển sang màu đỏ rồi cuối cùng màu đen, mặt trên có sọc mắt lưới; áo hạt dạng màng, màu trắng che phủ. Ra hoa và tạo quả từ tháng 7-11. Hoa nở buổi sáng.